# La Zarza (province de Valladolid)
 (août 2025).
Si vous disposez d'ouvrages ou d'articles de référence ou si vous connaissez des sites web de qualité traitant du thème abordé ici, merci de compléter l'article en donnant les références utiles à sa vérifiabilité et en les liant à la section « Notes et références ».
Pour les articles homonymes, voir La Zarza.
La Zarza est une commune de la province de Valladolid dans la communauté autonome de Castille-et-León en Espagne.

## Sites et patrimoine
Les édifices et sites notables de la commune sont :
- Église paroissiale San Silvestre ;
- Musée ethnographique de La Zarza ;
- Musée de aperos Santa Eufemia.

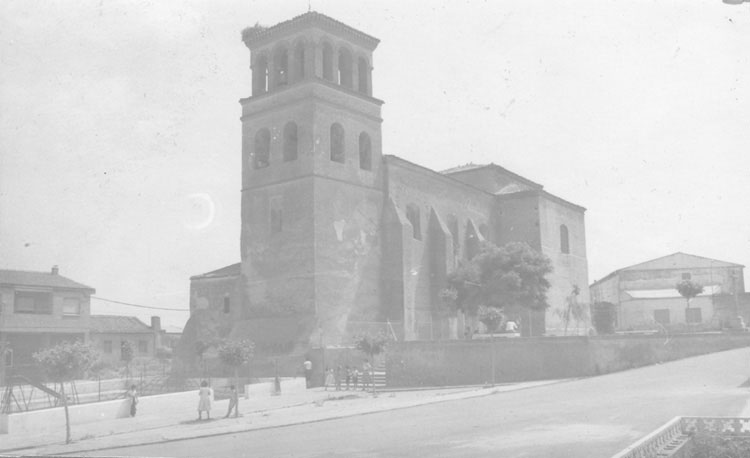
Église paroissiale San Silvestre. Fondation Joaquín Díaz.